# Carlos Checa

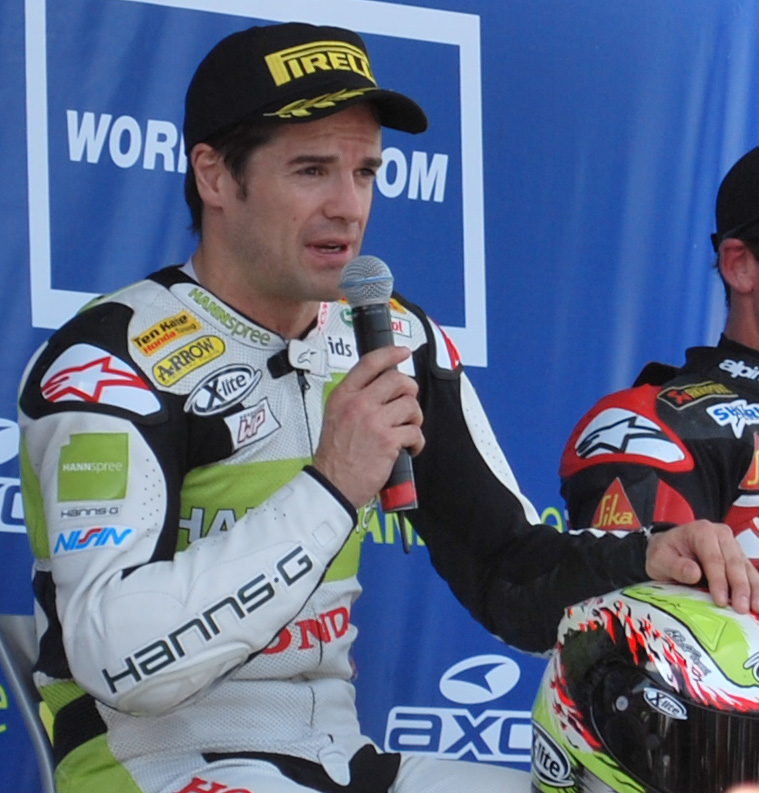
Carlos Checa 2008

Carlos Checa, född 15 oktober 1972, Barcelona, Spanien, är en f d roadracingförare i MotoGP och World Superbike. Checa blev världsmästare i Superbike 2011. I oktober 2013 meddelade Checa att han avslutar sin racingkarriär efter 20 år i VM-cirkusen

## Racingkarriär

### Grand Prix-racing
Checa debuterade i 125cc-klassen 1993 med Honda. Via 250-klassen så flyttade han upp till 500-klassen 1995 som ersättare för den svårt skadade landsmannen Alberto Puig i Sito Pons Honda-stall. Checa chockade hela depån genom att direkt ha farten inne och nästintill vinna racet i Barcelona.
Han stannade hos teamet till 1998. Det året gjorde han en våldsam krasch på Donington Park och ådrog sig livshotande skador och temporär blindhet. Han gjorde dock en heroisk återkomst året efter som teamkamrat med Max Biaggi på Yamaha. Han körstil var på gränsen då han många gånger under året slog sig fram till ledning i racen bara för att krascha lite senare. Han har dock 2 segrar i 500-klassen.
När Valentino Rossi kom till Yamaha 2004 var han och Carlos teamkamrater första året, innan Carlos bytte till Ducati 2005. 2006 har han kört för franska satellitstallet Tech 3 Yamaha med James Ellison. Tech 3 använder Dunlop-däck och Checa har varit en viktig del i utvecklingen av däcken men materialet har inte varit bra nog för framskjutna placeringar, som bäst 2 stycken 7:e platser under 2006. Totalt har Checa 2 vinster, 24 pallplatser, 3 pole position och 5 snabbaste tävlingsvarv under sina år i MotoGP/500GP.
Säsongen 2007 kontrakterades Checa som ersättare för Casey Stoner i Lucio Cecchinellos LCR Honda-stall. Säsongen gick inget vidare och 2008 flyttade han till Ten Kate Honda i Superbike.

### Superbike
Checa gjorde ett bra första år i Superbikeklassen med två segrar, ytterligare fem pallplatser och en total fjärdeplats i VM. 2009 gick det sämre och Checa lämnade Ten Kate-teamet efter en slutlig sjundeplats i VM. 2010 körde Checa för Althea Ducati på en Ducati 1098R och de goda resultaten började återvända. Han blev VM-trea med tre segrar, fyra andraplatser och en tredjeplats. Säsongen 2011 inledde Checa med att vinna fyra av de sex första heaten. Han lyckades sämre i Italiens deltävling men var sedan med i toppen hela tiden. Med sin 13:e heatseger för året på Magny Cours i Frankrike säkrade han världsmästartiteln 2011. Efter 2 år med skador och nte riktigt konkurrenskraftigt material avslutade han sin karriär 2013,
Hans yngre bror David Checa tävlar också framgångsrikt i Endurance-VM och inhopp i World Superbike.

## Statistik 500GP/MotoGP

### Segrar
| Nr | Grand Prix | År   |
| -- | ---------- | ---- |
| 1  | Katalonien | 1996 |
| 2  | Madrid     | 1998 |

### Andraplatser
| Nr | Grand Prix | År   |
| -- | ---------- | ---- |
| 1  | Frankrike  | 1997 |
| 2  | Holland    | 1997 |
| 3  | Indonesien | 1997 |
| 4  | Malaysia   | 1998 |
| 5  | Malaysia   | 1999 |
| 6  | Sydafrika  | 2000 |
| 7  | Malaysia   | 2000 |
| 8  | Spanien    | 2000 |
| 9  | Italien    | 2000 |
| 10 | Frankrike  | 2001 |
| 11 | Tyskland   | 2001 |
| 12 | Brasilien  | 2001 |
| 13 | Portugal   | 2002 |
| 14 | Frankrike  | 2004 |

### Tredjeplatser
| Nr | Grand Prix | År   |
| -- | ---------- | ---- |
| 1  | Malaysia   | 1996 |
| 2  | Australien | 1996 |
| 3  | Frankrike  | 1998 |
| 4  | Japan      | 2002 |
| 5  | Katalonien | 2002 |
| 6  | Malaysia   | 2005 |
| 7  | Australien | 2005 |

## Segrar World Superbike
| Nr | Bana   | Heat | År   |
| -- | ------ | ---- | ---- |
| 1  | Miller | 1    | 2008 |
| 2  | Miller | 2    | 2008 |